# 陳珪
陳 珪（ちん けい、生没年不詳）は、中国後漢末期の官僚。字は漢瑜。徐州下邳国淮浦県（現在の江蘇省淮安市漣水県）の出身。曾祖父は陳屯。祖父は陳亹（ちんび、広漢太守）。伯父は陳球（太尉）。従兄弟は陳瑀（呉郡太守）・陳琮（汝陰太守）。子は陳応・陳登。

## 生涯
一族から多数の二千石を輩出した徐州を代表する名家に生まれた。孝廉に推挙され、劇県県令を勤めたが、官を去り、今度は茂才に推挙された。この後に済北太守を務めたという。『三国志』や『後漢書』によると、190年代頃に豫州沛国（現在の江蘇省徐州市沛県を中心とする地域）の相であった。
194年に陶謙が亡くなると、子の陳登が孔融とともに劉備に対して徐州刺史になるべく説得した。ある時（195年頃か）、陳珪は揚州を中心に朝廷から半ば独立していた袁術に、文書で配下となるよう求められた。陳珪と袁術は共に漢の大官の子孫であり、若い頃から交遊があった事による勧誘であった。しかし陳珪は、時勢が帝を推戴した曹操によってまとまり始めており、朝廷に仕え続けると答えてこれを拒否した。また、袁術が呂布に縁談を持ちかけた際には、この二人が提携する事で騒乱がさらに深まる事を恐れ、呂布に持ち掛けて破談させた。怒った袁術が張勲に大軍を率いさせ徐州に攻め込ませると、呂布は陳珪に「貴公のために袁術が攻めて来たではないか」と詰問した。しかし陳珪は、巧みな計略で袁術軍を混乱させて破った。その一方で子の陳登を許に遣わし、呂布に左将軍の官位を与えて有頂天にさせるとともに、陳登に呂布を討つよう曹操を唆させた。
『三国志』魏志によると、陳珪の墓は徐州下邳国下邳県にあったという。
小説『三国志演義』では、こういった陳珪の活躍を巧みさと老獪さを織り交ぜて膨らませている。ただ、陳珪が心を寄せていたのは曹操ではなく劉備であった、としている事が異なる。

## 備考
魏の司馬となり、238年の遼東の公孫淵討伐に参加し、司馬懿の参謀役を務めた人物に、同姓同名の陳珪という人物がいる。本記事の陳珪との関係は不明であるが、同一人物とするには年齢的に少し無理があると考えられる。